# Charles Sainte-Claire Deville
Charles Joseph Sainte-Claire Deville (Saint Thomas, 26 febbraio 1814 – Parigi, 10 ottobre 1876) è stato un geologo francese.
Fratello di Henri Sainte-Claire Deville e docente di geologia al Collège de France, fu uno dei massimi esperti nello studio dei vulcani e istituì moltissime stazioni meteorologiche in Algeria.
Scoprì una fase dello zolfo, lo zolfo γ, insolubile nel solfuro di carbonio.